# L'ultimo piano
L'ultimo piano è un film del 2018.

## Trama
Le vite di tre giovani coinquilini si intrecciano in un palazzo romano con quelle di Aurelio ex cantante punk.

## Distribuzione
Il film è stato distribuito sulla piattaforma Raiplay.